# Горенштейн Фрідріх Наумович
Фрі́дріх Нау́мович Горенште́йн (рос. Горенштейн Фридрих Наумович; 1932—2002) — радянський українсько-єврейський і німецький письменник, драматург, сценарист.

## Біографія
Майбутній прозаїк та драматург народився в родині професора-економіста та партійного функціонера Наума Горенштейна, репресованого в роки сталінщини у справі Об'єднаного троцькістсько-націоналістичного блоку (бойової організації) в Україні. Після смерті матері був безпритульним, виховувався в дитячому будинку.
Навчався в Дніпропетровському гірничому інституті, на Вищих сценарних курсах при СП та СК СРСР.
Перше оповідання опублікував 1962 року у московському журналі «Юность».
До еміграції (1980) працював гірничим інженером та інженером-будівельником у Києві та на Уралі (до 1961). Писав сценарії, зокрема, до фільмів «Сьома куля» (1972, у співавт. з А. Кончаловським), «Соляріс» (1972, у співавт., режисер А. Тарковський), «Раба любові» (1976, у співавт. з А. Кончаловським; режисер М. Михалков), «Комедія помилок» (1978, за однойменною п'єсою Шекспіра; режисер В. Гаузнер). Взагалі за його сценаріями здійснено постановку восьми фільмів. 
З 1980 року жив у Німеччині, оскільки не міг переносити політичну та етнічну дискримінацію, що панувала в СРСР.
З 1990 року твори Ф. Горенштейна друкуються в Російській Федерації: драма «Суперечки про Достоєвського», повісті «Зима 53-го року», «Останнє літо на Волзі», романи «Спокутування», «Місце», «Псалом». Основна тема творчості Ф. Горенштейна — різке неприйняття антисемітизму. Письменник роздумує про долі євреїв в Росії, християнство та юдаїзм. Він — ровесник покоління, котре називають дітьми Хрущовської «відлиги», разом з тим знаходився в опозиції до ліберально-демократичного дисидентства останніх десятиліть радянської історії.
П'єсу Горенштейна «Бердичів» переклав українською мовою Мойсей Фішбейн.
Також були здійснені екранізації за його однойменними творами: «Дім з башточкою» (2011, реж. Єва Нейман) та «Спокута» (2011, реж. О. Прошкін).